# تپه موتور خانه
تپه موتور خانه در شهرستان بوئین‌زهرا، بخش آوج، روستای محمودآباد واقع شده و این اثر در تاریخ ۱۹ اسفند ۱۳۸۰ با شمارهٔ ثبت ۴۹۳۹ به‌عنوان یکی از آثار ملی ایران به ثبت رسیده است.